# Hanson (Band)
Hanson ist eine US-amerikanische Pop-Rock-Band, bestehend aus den drei Brüdern Isaac, Taylor und Zac Hanson aus Tulsa, Oklahoma. Weltweite Bekanntheit erreichten die Band 1997 mit ihrer Debütsingle MMMBop.

## Bandgeschichte

### Frühe Jahre (1992–1996)
Die 1980, 1983 und 1985 geborenen Hanson-Brüder treten seit 1992 in der Öffentlichkeit auf. Ihr erstes Album Boomerang nahmen sie 1995 in Eigenregie auf und brachten es ebenso wie das 1996 folgende Album MMMBop im Selbstvertrieb heraus. Beim South by Southwest-Festival in Austin (Texas) traten Hanson 1996 als Straßenmusiker auf, wobei sie von Manager Christopher Sabec entdeckt wurden.

### Kommerzieller Erfolg (1997–2002)
Hanson wurden von Mercury Records unter Vertrag genommen und veröffentlichten 1997 ihre Debütsingle MMMBop, die in 27 Ländern Platz 1 der Charts erreichte. Ihr im gleichen Jahr erschienenes Debütalbum Middle of Nowhere wurde von Steve Lironi und den Dust Brothers produziert. Weltweit wurden mehr als acht Millionen Exemplare verkauft. Das Album brachte der Band drei Grammy-Nominierungen in den Kategorien Record of the Year, Best New Artist und Best Pop Performance ein.
Im selben Jahr brachten Hanson das Weihnachtsalbum Snowed In heraus. 1998 folgte 3 Car Garage, eine Zusammenstellung von Stücken von ihren beiden Independent-Alben. Zudem absolvierten Hanson 1998 ihre erste große Tournee. Neben Auftritten in Paris, Köln und London führte die Albertane-Tour Hanson vor allem durch Kanada und die USA. Das Live-Album Live from Albertane wurde während dieser Tour in der Key Arena in Seattle aufgenommen.
Im Jahr 2000 veröffentlichten Hanson ihr zweites Studioalbum This Time Around, das erneut von Steve Lironi produziert wurde. Aufgrund von strukturellen Neuordnungen bei Mercury Records erschien This Time Around bei Island Def Jam Records. Das Album konnte nicht an den Erfolg von Middle of Nowhere anknüpfen. Im Jahr 1998 hatten sie einen musikalischen Gastauftritt in der Serie Melrose Place. Im Jahr 2002 hatten sie außerdem einen musikalischen Auftritt in der Serie Sabrina – Total Verhext!.

### Independent-Karriere (seit 2003)
Während der Aufnahmen zu ihrem dritten Album kam es zum Bruch mit ihrer Plattenfirma. Hanson verließen Island Def Jam Records und gründeten ihr eigenes Plattenlabel 3CG Records. Der Dokumentarfilm Strong Enough to Break von Ashley Greyson zeigt diesen Prozess.
Im Sommer 2003 begannen Hanson eine Akustik-Tour, um die Songs ihres neuen Albums dem Publikum vorzustellen. Die erst im Jahr darauf erschienene DVD Underneath Acoustic Live enthielt den Mitschnitt des Konzerts im House of Blues in Chicago.
Nach den Querelen mit Island Def Jam und der Gründung von 3CG Records erschien 2004 ihr über weite Strecken selbst produziertes drittes Studioalbum Underneath, das in den US-amerikanischen Billboard Independent Charts auf Platz 1 einstieg. Bei der ersten Single-Auskopplung Penny & Me arbeiteten Hanson erstmals mit dem Produzenten Danny Kortchmar zusammen. Prominente Unterstützung erhielten sie auch durch Michelle Branch, die bei Deeper im Background singt.
Im folgenden Jahr brachten sie das Album The Best of Hanson Live and Electric heraus, das neben den bekannten Hits auch unveröffentlichtes Material enthielt.
Ebenfalls 2005 stellten Hanson die Dokumentation Strong Enough to Break an US-amerikanischen Colleges vor, um auf den Zustand der Musikindustrie aufmerksam zu machen. Sie protestierten gegen die Macht der großen Plattenkonzerne und setzen sich dafür ein, Bands Entwicklungsmöglichkeiten zu geben und sie nicht am Reißbrett zu planen.
Am 22. Oktober 2006 wurde Strong Enough To Break beim Hollywood Film Festival in Los Angeles gezeigt. Im Januar 2007 stellten Hanson den Film bei iTunes als kostenlosen Podcast zur Verfügung.
Während der Arbeit an ihrem vierten Album The Walk reisten Hanson 2006 nach Afrika und nahmen das Lied Great Divide zusammen mit einem Schulchor aus Soweto in Südafrika auf. Auch auf weiteren Stücken des Albums ist dieser Chor zu hören. Die Erlöse der im Oktober 2007 veröffentlichten Single Great Divide spendeten Hanson an Organisationen, die sich dem Kampf gegen das HI-Virus in Afrika verschrieben haben.
Das gemeinsam mit Danny Kortchmar produzierte Album The Walk erschien 2007 zunächst in Japan und in England. Im Sommer 2007 veröffentlichten Hanson The Walk auch in den USA und Kanada. Bei der anschließenden Tour durch die Vereinigten Staaten veranstalteten Hanson vor jedem Konzert einen Marsch von einer Meile, um auf die Armut in Afrika aufmerksam zu machen. In Zusammenarbeit mit TOMS Shoes wurden bei dieser Gelegenheit Schuhe verkauft. TOMS Shoes versprach, für jeden verkauften Schuh einen gleichwertigen Schuh in Afrika zu spenden.
Zehn Jahre nach dem Erscheinen von Middle of Nowhere nahmen Hanson am 5. Mai 2007 in Tulsa die Songs des Albums in Akustikversionen live auf. Sie veröffentlichten Middle of Nowhere Acoustic im Dezember 2007, vertrieben die CD/DVD jedoch nur über ihre Website.
Nachdem Taylor Hanson 2009 mit James Iha (Smashing Pumpkins), Adam Schlesinger (Fountains of Wayne) und Bun E. Carlos (Cheap Trick) als Supergroup Tinted Windows ein Album veröffentlicht sowie mehrere Auftritte absolviert hatte, gingen Hanson wieder ins Studio. Ihr fünftes reguläres Studioalbum Shout It Out stellten Hanson im Rahmen einer Konzertserie während des Bamboozle Festivals in New York im April 2010 vor. In jedem der fünf Konzerte im Gramercy Theater an fünf aufeinanderfolgenden Tagen spielten Hanson eines ihrer Alben, beginnend mit Middle of Nowhere, endend mit Shout It Out.
In den USA wurde Shout It Out im Juni 2010 veröffentlicht. Das Video zur ersten Singleauskopplung Thinking ‘Bout Somethin’, eine Hommage an die Blues Brothers drehten Hanson mit der Unterstützung hunderter Fans und Weird Al Yankovics in ihrer Heimatstadt Tulsa. Bei der anschließenden Tour veranstalteten Hanson weiterhin Fußmärsche von einer Meile vor jedem Konzert, um Geld für Afrika zu sammeln.
Im Juni 2011 wirkten sie im Video Last Friday Night von Katy Perry mit.
Von März bis Mai 2021 nahmen Hanson als Russian Dolls an der fünften Staffel der US-amerikanischen Version von The Masked Singer teil, bei der sie den fünften von 14 Plätzen belegten. In der zwölften Staffel präsentierten sie mehrere Indizien zur Identität des Kandidaten Ice King (Drake Bell).

## Mitglieder

### Isaac Hanson
Clarke Isaac „Ike“ Hanson wurde am 17. November 1980 in Tulsa (Oklahoma) geboren. Er ist seit September 2006 mit Nicole Dufresne verheiratet. Das Paar hat zwei Söhne und eine Tochter.

### Taylor Hanson
Jordan Taylor „Tay“ Hanson wurde am 14. März 1983 in Jenks (Oklahoma) geboren. Er ist seit Juni 2002 mit der Geschäftsfrau Natalie Anne Bryant verheiratet. Das Paar hat sieben Kinder.

### Zac Hanson
Zachary „Zac“ Walker Hanson wurde am 22. Oktober 1985 in Arlington (Virginia) geboren. Er ist seit Juni 2006 mit dem Model Kathryn Tucker verheiratet. Das Paar hat fünf Kinder.

## Diskografie

### Studioalben
| Jahr | Titel                  | Höchstplatzierung, Gesamtwochen, AuszeichnungChartplatzierungen (Jahr, Titel, Platzierungen, Wochen, Auszeichnungen, Anmerkungen) | Höchstplatzierung, Gesamtwochen, AuszeichnungChartplatzierungen (Jahr, Titel, Platzierungen, Wochen, Auszeichnungen, Anmerkungen) | Höchstplatzierung, Gesamtwochen, AuszeichnungChartplatzierungen (Jahr, Titel, Platzierungen, Wochen, Auszeichnungen, Anmerkungen) | Höchstplatzierung, Gesamtwochen, AuszeichnungChartplatzierungen (Jahr, Titel, Platzierungen, Wochen, Auszeichnungen, Anmerkungen) | Höchstplatzierung, Gesamtwochen, AuszeichnungChartplatzierungen (Jahr, Titel, Platzierungen, Wochen, Auszeichnungen, Anmerkungen) | Anmerkungen                             |
| Jahr | Titel                  | DE | AT | CH | UK | US | Anmerkungen                             |
| ---- | ---------------------- | --- | --- | --- | --- | --- | --------------------------------------- |
| 1997 | Middle of Nowhere      | DE1 Gold · (17 Wo.)DE | AT2 Gold · (16 Wo.)AT | CH2 Platin · (22 Wo.)CH | UK1 Gold · (32 Wo.)UK | US2 ×4Vierfachplatin · (58 Wo.)US                                                                                                 | Erstveröffentlichung: 6. Mai 1997       |
| 1997 | Snowed In              | DE65 (4 Wo.)DE | AT31 (3 Wo.)AT | CH20 (7 Wo.)CH | UK87 (1 Wo.)UK | US7 Platin · (9 Wo.)US | Erstveröffentlichung: 18. November 1997 |
| 2000 | This Time Around       | DE54 (1 Wo.)DE | — | CH30 (8 Wo.)CH | UK33 (1 Wo.)UK | US19 Gold · (16 Wo.)US | Erstveröffentlichung: 9. Mai 2000       |
| 2004 | Underneath             | — | — | — | UK49 (2 Wo.)UK | US25 (5 Wo.)US | Erstveröffentlichung: 20. April 2004    |
| 2007 | The Walk               | — | — | — | UK83 (1 Wo.)UK | US56 (2 Wo.)US | Erstveröffentlichung: 24. Juli 2007     |
| 2010 | Shout It Out           | — | — | — | — | US30 (2 Wo.)US | Erstveröffentlichung: 8. Juni 2010      |
| 2013 | Anthem                 | — | — | — | — | US22 (1 Wo.)US | Erstveröffentlichung: 18. Juni 2013     |
| 2017 | Finally It’s Christmas | — | — | — | — | US81 (1 Wo.)US | Erstveröffentlichung: 27. Oktober 2017  |
| 2018 | String Theory          | — | — | — | — | — | Erstveröffentlichung: 9. November 2018  |
| 2021 | Against the World      | — | — | — | — | — | Erstveröffentlichung: 5. November 2021  |
| 2022 | Red Green Blue         | — | — | — | — | — | Erstveröffentlichung: 20. Mai 2022      |

### Livealben
| Jahr | Titel                               | Höchstplatzierung, Gesamtwochen, AuszeichnungChartsChartplatzierungen (Jahr, Titel, Platzierungen, Wochen, Auszeichnungen, Anmerkungen) | Anmerkungen                            |
| Jahr | Titel                               | US | Anmerkungen                            |
| ---- | ----------------------------------- | --- | -------------------------------------- |
| 1998 | Live from Albertane                 | US32 Gold · (9 Wo.)US | Erstveröffentlichung: 3. November 1998 |
| 2005 | The Best of Hanson: Live & Electric | US182 (1 Wo.)US | Erstveröffentlichung: 11. Oktober 2005 |

Weitere Livealben
- 2007: Middle of Nowhere Acoustic
- 2012: Facing the Blank Page – Live

### Kompilationen
| Jahr | Titel        | Höchstplatzierung, Gesamtwochen, AuszeichnungChartplatzierungen (Jahr, Titel, Platzierungen, Wochen, Auszeichnungen, Anmerkungen) | Höchstplatzierung, Gesamtwochen, AuszeichnungChartplatzierungen (Jahr, Titel, Platzierungen, Wochen, Auszeichnungen, Anmerkungen) | Höchstplatzierung, Gesamtwochen, AuszeichnungChartplatzierungen (Jahr, Titel, Platzierungen, Wochen, Auszeichnungen, Anmerkungen) | Anmerkungen                       |
| Jahr | Titel        | DE | UK | US | Anmerkungen                       |
| ---- | ------------ | --- | --- | --- | --------------------------------- |
| 1998 | 3 Car Garage | DE51 (2 Wo.)DE | UK39 (2 Wo.)UK | US6 Platin · (19 Wo.)US | Erstveröffentlichung: 5. Mai 1998 |

Weitere Kompilationen
- 2005: MMMBop: The Collection
- 2006: 20th Century Masters – The Millennium Collection: The Best of Hanson
- 2016: Loud / Play
- 2017: Middle of Everywhere: The Greatest Hits
- 2020: Perennial: A Hanson Net Collection

### Singles
| Jahr | Titel Album                          | Höchstplatzierung, Gesamtwochen, AuszeichnungChartplatzierungen (Jahr, Titel, Album, Platzierungen, Wochen, Auszeichnungen, Anmerkungen) | Höchstplatzierung, Gesamtwochen, AuszeichnungChartplatzierungen (Jahr, Titel, Album, Platzierungen, Wochen, Auszeichnungen, Anmerkungen) | Höchstplatzierung, Gesamtwochen, AuszeichnungChartplatzierungen (Jahr, Titel, Album, Platzierungen, Wochen, Auszeichnungen, Anmerkungen) | Höchstplatzierung, Gesamtwochen, AuszeichnungChartplatzierungen (Jahr, Titel, Album, Platzierungen, Wochen, Auszeichnungen, Anmerkungen) | Höchstplatzierung, Gesamtwochen, AuszeichnungChartplatzierungen (Jahr, Titel, Album, Platzierungen, Wochen, Auszeichnungen, Anmerkungen) | Anmerkungen                          |
| Jahr | Titel Album                          | DE | AT | CH | UK | US | Anmerkungen                          |
| ---- | ------------------------------------ | --- | --- | --- | --- | --- | ------------------------------------ |
| 1997 | MMMBop Middle of Nowhere             | DE1 Platin · (18 Wo.)DE | AT1 Gold · (16 Wo.)AT | CH1 Gold · (25 Wo.)CH | UK1 Platin · (11 Wo.)UK | US1 Platin · (22 Wo.)US | Erstveröffentlichung: 15. April 1997 |
| 1997 | Where’s the Love Middle of Nowhere   | DE52 (9 Wo.)DE | AT40 (1 Wo.)AT | CH24 (8 Wo.)CH | UK4 Silber · (12 Wo.)UK | — | Erstveröffentlichung: September 1997 |
| 1997 | I Will Come to You Middle of Nowhere | DE36 (10 Wo.)DE | AT10 (12 Wo.)AT | CH9 (10 Wo.)CH | UK5 (9 Wo.)UK | US9 Gold · (20 Wo.)US | Erstveröffentlichung: September 1997 |
| 1998 | Weird Middle of Nowhere              | — | — | — | UK19 (7 Wo.)UK | — | Erstveröffentlichung: März 1998      |
| 1998 | Thinking of You Middle of Nowhere    | — | — | — | UK23 Platin · (9 Wo.)UK | — | Erstveröffentlichung: Mai 1998       |
| 2000 | This Time Around                     | — | — | — | — | US20 Gold · (7 Wo.)US | Erstveröffentlichung: April 2000     |
| 2000 | If Only This Time Around             | DE68 (7 Wo.)DE | — | CH47 (6 Wo.)CH | UK15 (7 Wo.)UK | — | Erstveröffentlichung: April 2000     |
| 2004 | Penny & Me Underneath                | DE99 (2 Wo.)DE | — | — | UK10 (5 Wo.)UK | — | Erstveröffentlichung: März 2004      |
| 2005 | Lost Without Each Other Underneath   | — | — | — | UK39 (2 Wo.)UK | — | Erstveröffentlichung: März 2005      |
| 2007 | Go The Walk                          | — | — | — | UK44 (1 Wo.)UK | — | Erstveröffentlichung: April 2007     |

Weitere Singles
- 1999: Gimme Some Lovin
- 2000: Save Me
- 2004: Love Somebody to Know
- 2005: Someone
- 2005: Crazy Beautiful
- 2006: Great Divide
- 2010: Thinking ’Bout Somethin
- 2011: Give a Little
- 2012: No Sleep for Banditos
- 2013: Get the Girl Back
- 2014: Finally It’s Christmas
- 2015: Unbelievable (Owl City feat. Hanson)
- 2017: I Was Born
- 2018: Siren Call
- 2019: Compromise
- 2019: Better Days
- 2022: Child at Heart
- 2022: Write You a Song
- 2023: MMMBop 2.0 (mit Busted)

### Videoalben
- 1997: Tulsa, Tokyo and the Middle of Nowhere (UK: Gold; US: ×5Fünffachplatin )
- 1998: Road to Albertane (US: Platin)

## Auszeichnungen für Musikverkäufe
| Goldene Schallplatte - Australien - 1998: für das Album 3 Car Garage - 1998: für die Single Thinking of You - 1998: für die Single Weird - 2000: für die Single If Only - Belgien - 1998: für die Single I Will Come to You - Brasilien - 1998: für das Album 3 Car Garage - 2000: für das Album This Time Around - 2024: für die Single Save Me - Finnland - 1997: für das Album Middle of Nowhere - Frankreich - 1998: für die Single I Will Come to You - Hongkong - 1997: für das Album Middle of Nowhere - Kanada - 1998: für das Album 3 Car Garage - Mexiko - 1999: für das Album Middle of Nowhere - Neuseeland - 1997: für die Single Where’s the Love - Niederlande - 1997: für das Album Middle of Nowhere - Polen - 1997: für das Album Middle of Nowhere - Spanien - 1997: für das Album Middle of Nowhere | 2× Goldene Schallplatte - Frankreich - 1997: für das Album Middle of Nowhere Platin-Schallplatte - Australien - 1997: für die Single I Will Come to You - 1997: für die Single Where’s the Love - Belgien - 1997: für die Single MMMBop - 1998: für das Album Middle of Nowhere - Brasilien - 1998: für das Album Middle of Nowhere - Europa - 1997: für das Album Middle of Nowhere - Kanada - 1998: für das Album Snowed In - Neuseeland - 1997: für die Single MMMBop - Schweden - 1997: für das Album Middle of Nowhere - 1997: für die Single MMMBop - 1997: für die Single I Will Come to You | 2× Platin-Schallplatte - Australien - 1997: für das Album Snowed In - 1997: für die Single MMMBop 4× Platin-Schallplatte - Kanada - 1998: für das Videoalbum Tulsa, Tokyo and the Middle of Nowhere - Neuseeland - 1998: für das Album Middle of Nowhere 5× Platin-Schallplatte - Australien - 1997: für das Album Middle of Nowhere - Kanada - 1998: für das Album Middle of Nowhere |

Anmerkung: Auszeichnungen in Ländern aus den Charttabellen bzw. Chartboxen sind in ebendiesen zu finden.
| Land/RegionAuszeichnungen für Musikverkäufe (Land/Region, Auszeichnungen, Verkäufe, Quellen) | Silber  | Gold       | Platin       | Verkäufe    | Quellen                   |
| -------------------------------------------------------------------------------------------- | ------- | ---------- | ------------ | ----------- | ------------------------- |
| Australien (ARIA)                                                                            | —       | 4× Gold4   | 11× Platin11 | 910.000     | aria.com.au               |
| Belgien (BRMA)                                                                               | —       | Gold1      | 2× Platin2   | 125.000     | ultratop.be               |
| Brasilien (PMB)                                                                              | —       | 3× Gold3   | Platin1      | 480.000     | pro-musicabr.org.br       |
| Deutschland (BVMI)                                                                           | —       | Gold1      | Platin1      | 750.000     | musikindustrie.de         |
| Europa (IFPI)                                                                                | —       | —          | Platin1      | (1.000.000) | ifpi.org                  |
| Finnland (IFPI)                                                                              | —       | Gold1      | —            | 31.809      | ifpi.fi                   |
| Frankreich (SNEP)                                                                            | —       | 3× Gold3   | —            | 450.000     | snepmusique.com           |
| Hongkong (IFPI/HKRIA)                                                                        | —       | Gold1      | —            | 10.000      | ifpihk.org                |
| Kanada (MC)                                                                                  | —       | Gold1      | 10× Platin10 | 690.000     | musiccanada.com           |
| Mexiko (AMPROFON)                                                                            | —       | Gold1      | —            | 100.000     | amprofon.com.mx           |
| Neuseeland (RMNZ)                                                                            | —       | Gold1      | 5× Platin5   | 75.000      | aotearoamusiccharts.co.nz |
| Niederlande (NVPI)                                                                           | —       | Gold1      | —            | 50.000      | nvpi.nl                   |
| Österreich (IFPI)                                                                            | —       | 2× Gold2   | —            | 50.000      | ifpi.at                   |
| Polen (ZPAV)                                                                                 | —       | Gold1      | —            | 50.000      | olis.pl                   |
| Schweden (IFPI)                                                                              | —       | —          | 3× Platin3   | 140.000     | sverigetopplistan.se SE2  |
| Schweiz (IFPI)                                                                               | —       | Gold1      | Platin1      | 75.000      | hitparade.ch              |
| Spanien (Promusicae)                                                                         | —       | Gold1      | —            | 50.000      | elportaldemusica.es       |
| Vereinigte Staaten (RIAA)                                                                    | —       | 4× Gold4   | 13× Platin13 | 9.600.000   | riaa.com                  |
| Vereinigtes Königreich (BPI)                                                                 | Silber1 | 2× Gold2   | 2× Platin2   | 1.525.000   | bpi.co.uk                 |
| Insgesamt                                                                                    | Silber1 | 29× Gold29 | 50× Platin50 |             |                           |